# Corps de cadets (Russie)
Pour les articles homonymes, voir Corps de cadets.

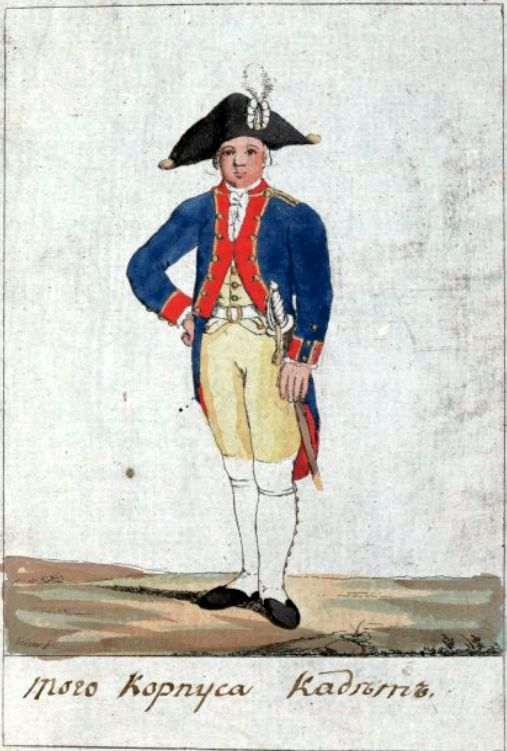
Uniforme d'un cadet russe en 1793, issu du corps d'infanterie des cadets gentilshommes (Jakob von Lüde)

Un corps de cadets (en russe : Кадетский корпус, Kadetski korpus) en Russie est une école militaire secondaire de type internat, pour préparer les élèves à la carrière d'officier. Autrefois les élèves qui avaient terminé les classes entraient sans examen, non seulement dans les académies militaires, mais aussi dans les établissements d'enseignement supérieur.

## Historique
C'est à l'image de la Prusse,  qui créé ses premières écoles de cadets en 1653, pour les fils de la noblesse se destinant à la carrière des armes, que la Russie impériale fonde elle aussi des écoles militaires pour les jeunes garçons, préparant aux académies militaires. Le baron von Münnich  présente à l'impératrice Anne en 1732 un projet de création d'un premier corps de cadets. Cependant, l'« école des mathématiques et des sciences de la navigation » (à l'origine du corps des cadets de la Marine), qui est fondée par Pierre le Grand en 1701, est déjà plus ou moins organisée selon le modèle des écoles militaires allemandes, sans avoir la dénomination de corps de cadets, mais elle n'est pas entièrement militaire. Il existe déjà des écoles de garnison ou de régiments, avec leur propre organisation, qui sont apparues en 1721 et qui élèvent des fils de soldats à partir de l'âge de sept ans (enseignement général, initiation à l'artillerie, au génie, et à l'art de la guerre). Ils étaient versés dans l'armée à l'âge de quinze ans.

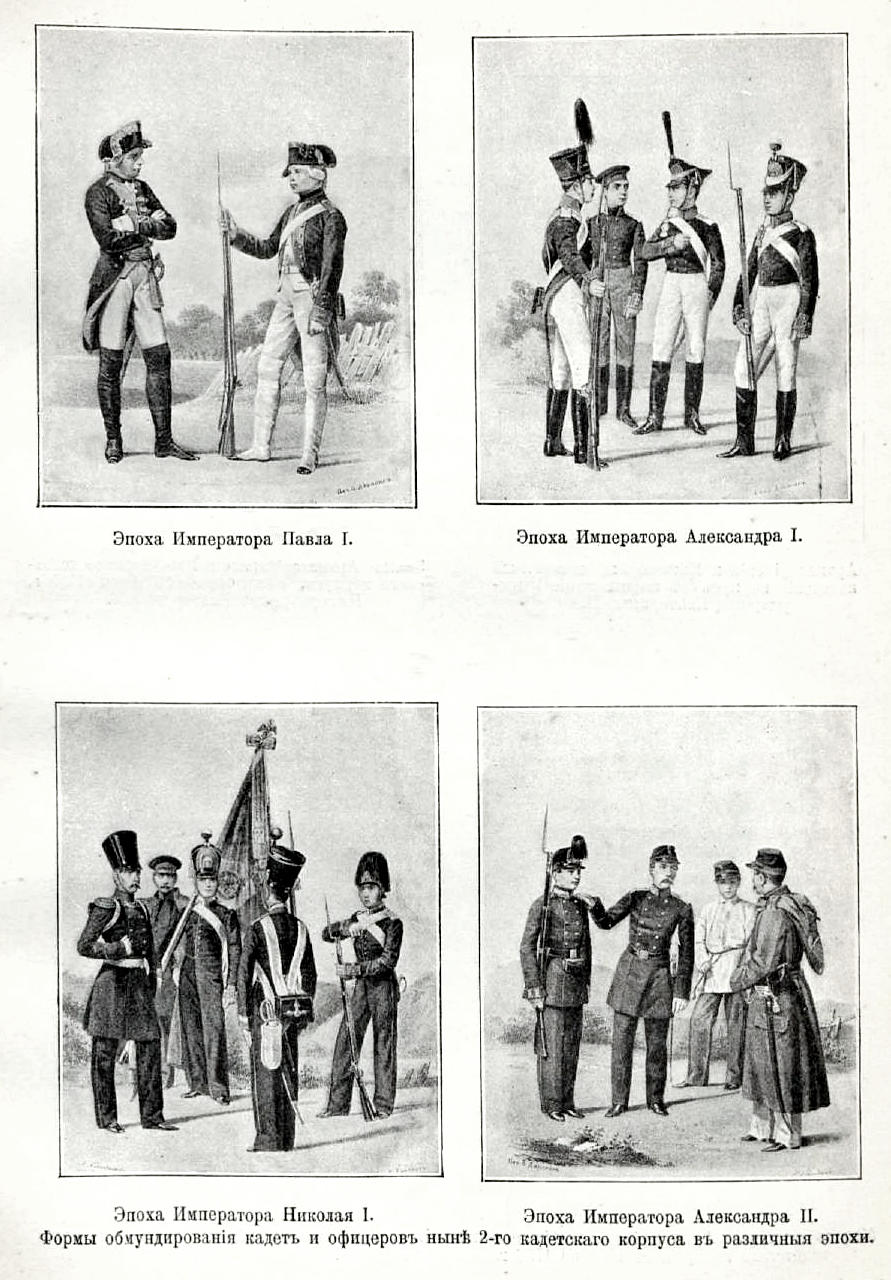
Évolution des uniformes d'officiers, soldats et cadets de l'Empire russe sous Paul Ier, Alexandre Ier, Nicolas Ier et Alexandre II, Encyclopédie militaire russe, 1912.

En 1743, le système d'enseignement militaire est revu : l'école de navigation devient le corps des cadets de la Marine, et le corps de cadets du baron von Münnich devient le « corps d'infanterie des cadets gentilshommes.» Catherine II organise les corps d'infanterie par spécialité avec un corps d'artillerie et un corps du Génie. C'est sous Alexandre Ier qu'ils prennent un véritable essor. Des écoles de cadets sont fondées en dehors de Saint-Pétersbourg, d'abord à Chklow (elle sera ensuite installée à Moscou), mais aussi à Omsk, Orenbourg, près d'Helsingfors et à Nijni Novgorod.
En 1831, comme beaucoup d'élèves et anciens élèves du corps des cadets de Kalisz prennent part à l'insurrection de novembre en Pologne, du côté des insurgés, ce corps de cadets est dissous.

## Réforme de 1863-1865
Milioutine procède à une vaste réforme, dans le cadre de la réforme militaire. Quelques établissements d'enseignement militaire sont dissous, parmi lesquels deux corps de cadets, et les autres, à l'exclusion du Corps des Pages et du Corps des cadets de Finlande, sont intégrés au système des lycées militaires, afin de rehausser le niveau d'enseignement. Cette décision est prise d'après les conclusions tirées de la guerre de Crimée. Les classes supérieures préparent directement aux académies militaires et sont séparées, et les autres classes renforcent l'enseignement général à l'intérieur du système des lycées (gymnases) militaires. Trois lycées militaires sont fondés en 1863: l'école militaire Paul (Pavlovskoïe), et l'école militaire Constantin (Constantinovskoïe), à Saint-Pétersbourg, ainsi que l'école militaire Alexandre (Alexandrovskoïe) à Moscou. L'année suivante, c'est au tour de l'école de la Garde, de sous-lieutenants et de junkers de la cavalerie, l'école préparatoire de Cavalerie Nicolas d'entrer dans le nouveau système. Toutefois, comme ces écoles ne suffisent pas à former suffisamment d'officiers pour les besoins de l'armée, des écoles de junkers et des progymnasiums se créent.

## Réforme de 1882
Les corps de cadets retrouvent leur ancienne dénomination, les élèves étant répartis en compagnies, selon leurs classes d'âge et d'enseignement. Un corps de cadets est fondé à Novotcherkassk, appelé le corps des cadets du Don Alexandre III, et un autre à Orenbourg, le 2e corps de cadets d'Orenbourg. Au début du XXe siècle, ce sont deux nouveaux établissements qui sont fondés aux confins de l'Empire, l'un à Tachkent, l'autre à Vladivostok, ainsi que d'autres dans les provinces centrales.

## Après 1917
Les corps de cadets sont dissous en 1918 par le nouveau pouvoir bolchévique. Un certain nombre d'anciens élèves (près de la moitié) rejoint les Armées blanches. Quelques établissements plus tard tentent de survivre en émigration, surtout en Yougoslavie.

## Liste des corps de cadets

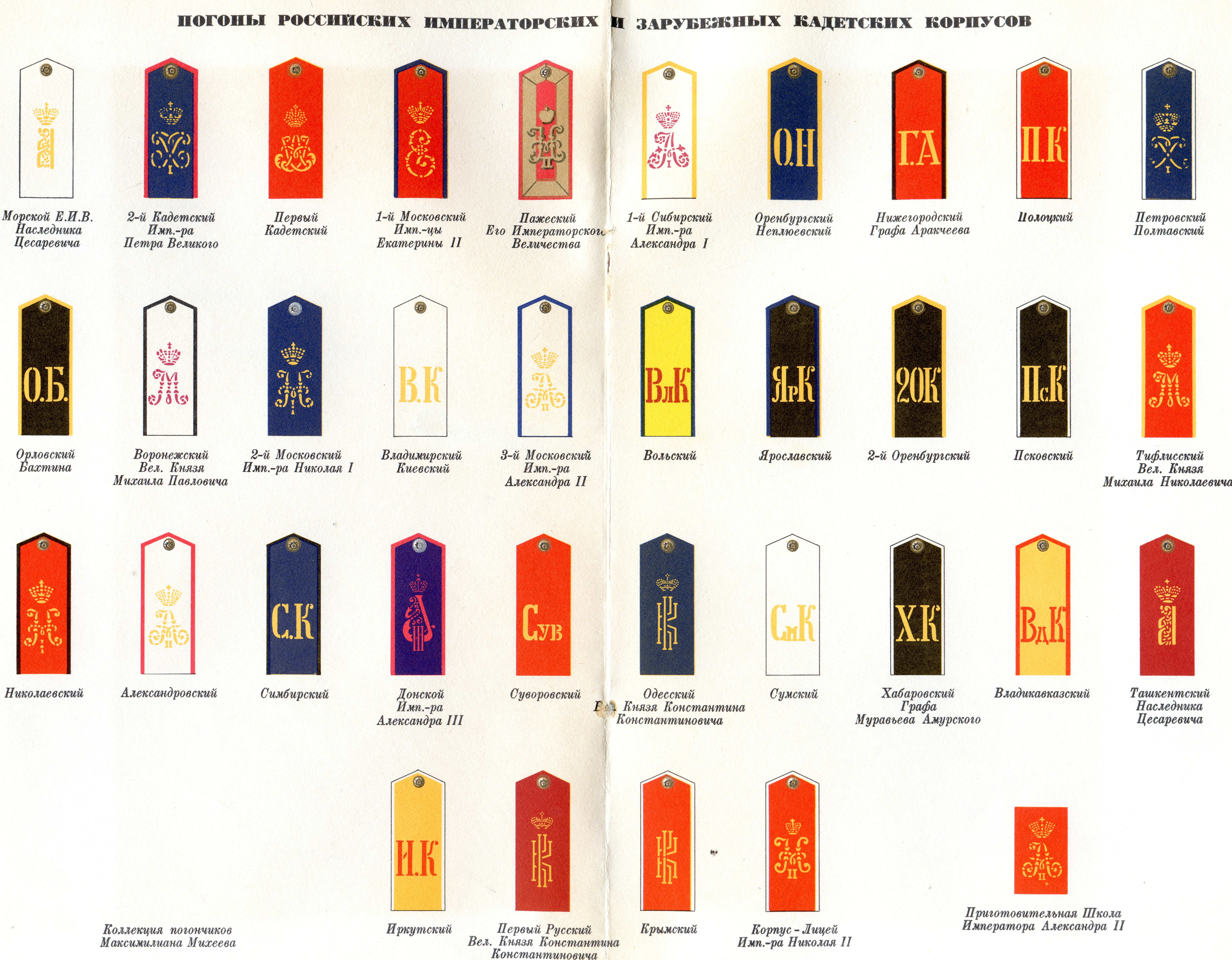
Types d'épaulettes de tous les corps de cadets de Russie impériale

La liste comprend la succession des dénominations:
- École de mathématiques et des sciences de la navigation (1701), Corps des cadets de la Marine (1743)
- Corps de cadets Münnich (1732), Corps d'infanterie des cadets gentilshommes (1743), Corps impérial des cadets d'infanterie (1766), 1er corps de cadets (1880)
- Corps d'artillerie et du génie des cadets gentilshommes (1762), 2e corps de cadets (1800), 2e corps de cadets Pierre-le-Grand (1912), actuellement: université militaire Mojaïski
- École noble de Chklow (1788), Corps des cadets de Grodno (1795), Corps des cadets de Smolensk (1806), 1er corps de cadets de Moscou (1837), 1er corps de cadets de Moscou Catherine-la-Grande (1903)
- Corps des Mines des cadets (1804), dissous en 1833 pour la formation de l'institut des Mines
- Maison impériale des orphelins de guerre (1798), Corps des cadets Paul ou Pavlovski (1829), réorganisé en école militaire Paul (1863) (Pavlovskoïe)
- Institut des orphelins Alexandre (1829), Corps des cadets orphelins Alexandre (1850), réorganisé en école militaire Alexandre (1863)
- École de la noblesse de Tambov (1802), Corps des cadets de Tambov (1830), dissous en 1865
- Corps des cadets de Novgorod du comte Araktcheïev (1834), Corps des cadets de Nijegorod du comte Araktcheïev (1882)
- Corps des cadets d'Oriol (1835)
- Corps des cadets de Polotsk (1835)
- Corps des cadets de Poltava Pierre (Petrovski) (1836-1840)

- Corps des cadets de Voronej (1845)

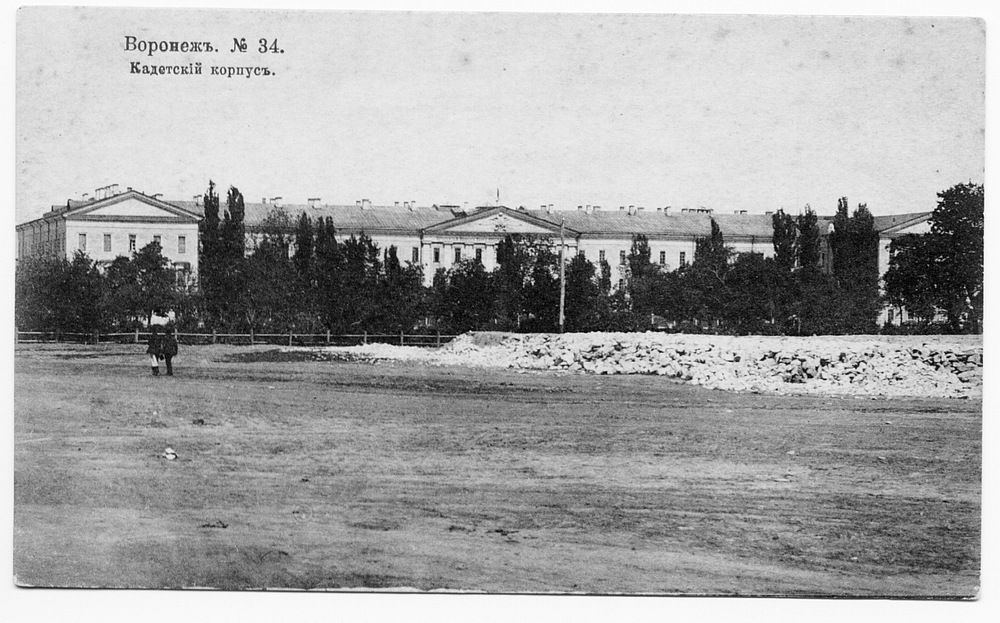
Vue du corps des cadets de Voronej

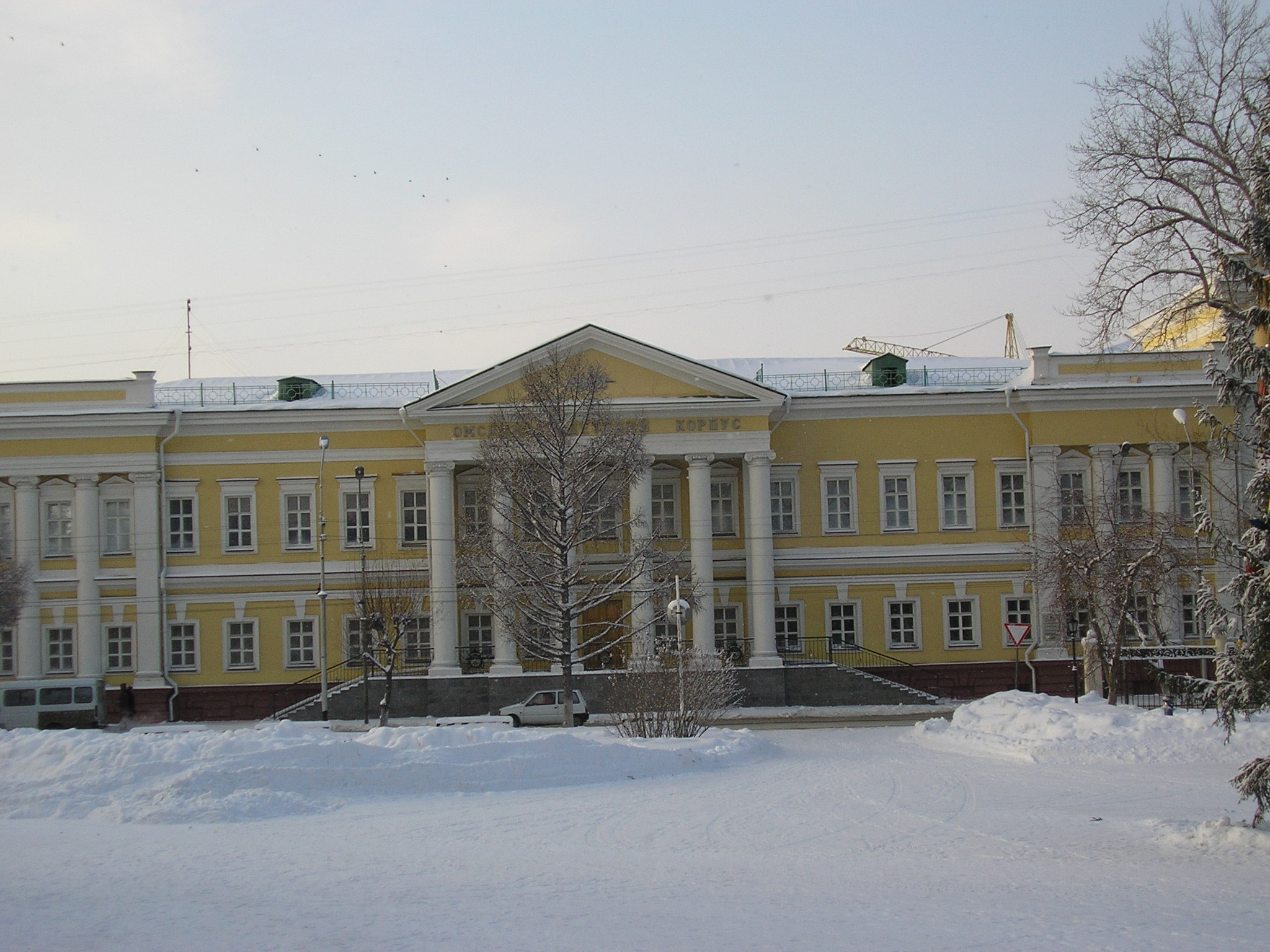
Corps des cades d'Omsk

- 2e corps de cadets de Moscou (1837), 2e corps des cadets de Moscou Nicolas Ier (1896)
- École militaire de Toula, puis Corps des cadets de Toula (1837), dissous en 1863
- Corps des cadets de Brest (1841), dissous en 1863
- Corps des cadets d'Orenbourg (1824)
- École militaire d'Omsk (1813), Corps des cadets de Sibérie (1845), Corps des cadets d'Omsk (1906), 1er corps des cadets de Sibérie Alexandre Ier (1913)
- Corps des cadets orphelins Alexandre (1850), dissous en 1863
- Corps des cadets de Kiev Saint-Vladimir (1852)
- Gymnasium militaire de Simbirsk (1873), Corps des cadets de Simbirsk (1882)
- 3e gymnasium militaire de Saint-Pétersbourg (1873), Corps des cadets Alexandre (1882), Corps des cadets Alexandre II (1903)
- Gymnasium militaire de Tiflis (1875), Corps des cadets de Tiflis (1882), Corps des cadets de Tiflis Michel Nikolaïevitch
- 4e gymnasium militaire de Moscou (1876), 4e corps de cadets de Moscou (1882), 3e corps de cadets de Moscou Alexandre II (1908)
- Gymnasium militaire de Pskov (1876), Corps des cadets de Pskov (1882)
- 3e gymnasium militaire de Moscou (1874), 3e corps de cadets de Moscou (1882), dissous en 1893
- Corps des cadets du Don (1883), Corps des cadets du Don Alexandre III (1898)
- 2e corps de cadets d'Orenbourg (1887)
- Corps des cadets de Iaroslavl (1896)
- Corps des cadets de Varsovie (1899)
- Corps des cadets d'Odessa (1899), Corps des cadets d'Odessa Constantin Constantinovitch (1915)
- Corps des cadets de Soumy (1900)
- Corps des cadets de Khabarovsk (1900)
- Corps des cadets de Vladikavkaz (1902)
- Corps des cadets de Tachkent (1904)
- Corps des cadets de Volsk (1908)
- École de la Garde des sous-lieutenants (1823), Corps des cadets Nicolas (1864) (1883)
- Corps des cadets de Finlande (1812), dissous en 1903
- Corps des cadets de Kalisz (1793), dissous en 1831

## Écoles de cadets dans la Russie d'aujourd'hui

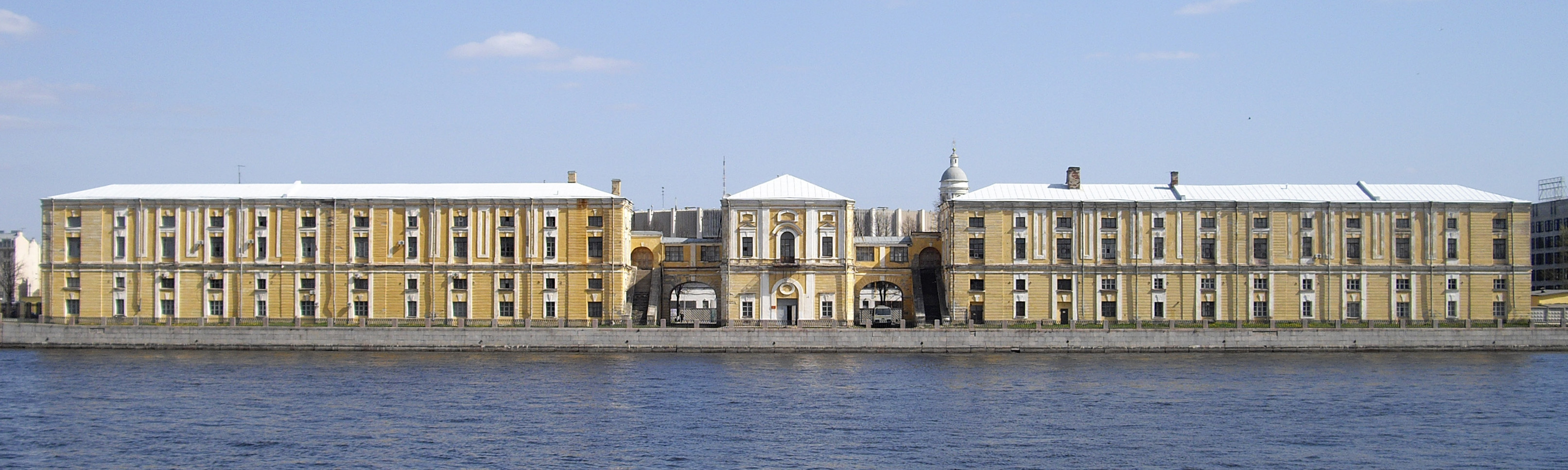
Vu du corps des cadets Pierre-le-Grand à Saint-Pétersbourg

- Corps des cadets Pierre-le-grand de Saint-Pétersbourg
- Corps des cadets militaire technique de Togliatti
- Écoles militaires Souvorov de Moscou, Saint-Pétersbourg, Oulianovsk, Oussouriisk, Tver, Kazan et Ekaterinbourg
- Pension des pupilles du ministère de la Défense de Russie
- École militaire navale Nakhimov de Saint-Pétersbourg
- 1er corps de cadets des garde-frontières du FSB de Saint-Pétersbourg
- Corps des cadets Saint-Georges de Moscou
- Corps des cadets d'artillerie de Saint-Pétersbourg
- Corps des cadets du grand-duc Constantin Constantinovitch de Tsarskoïe Selo (école privée)
- École de cadets Pavlovskaïa
- École-internat des cadets de Voronej
- Corps des cadets du ministère de la Justice de Moscou
- Corps des cadets du Maréchal Joukov de Moscou
- École-internat des cadets de Tambov
- École-internat des cadets Alexandre Ivanovitch Lebedev de Krasnoïarsk
- Corps des cadets de Carélie Alexandre Nevski
- Corps des cadets parachutistes d'Oufa
- Corps des cadets de la Marine de Cronstadt
- Corps des cadets de Lessossibirsk
- Corps des cadets du Don Alexandre III de Novotcherkassk

## En France
- Corps des cadets-lycée russe de Versailles (fondé en 1930)